# Charlie Simmer
Pour les articles homonymes, voir Simmer.
Charles Simmer (né le 20 mars 1954 à Terrace Bay au Canada) est un joueur professionnel canadien de hockey sur glace qui évoluait au poste d'attaquant.

## Biographie
Sélectionné en 1974 à la fois dans le repêchage de la Ligue nationale de hockey et celui de l'Association mondiale de hockey, il choisit de rejoindre les Seals de la Californie dans la LNH. Il est échangé en 1977 aux Kings de Los Angeles où il fait partie de la Triple Crown Line avec Dave Taylor et Marcel Dionne. Cette ligne est la première de l'histoire de la LNH où chaque joueur marque plus de 100 points dans la même saison. En 1986, il remporte le trophée Bill-Masterton du joueur de hockey sur glace ayant démontré le plus de qualité de persévérance et d'esprit d'équipe.

## Statistiques
| Saison     | Équipe                         | Ligue      |     | Saison régulière | Saison régulière | Saison régulière | Saison régulière | Saison régulière |    | Séries éliminatoires | Séries éliminatoires | Séries éliminatoires | Séries éliminatoires | Séries éliminatoires |
| Saison     | Équipe                         | Ligue      | PJ  | B                | A                | Pts              | Pun              | PJ               | B  | A                    | Pts                  | Pun                  |                      |                      |
| 1971-1972  | Kenora Muskies                 | MJHL       | 45  | 14               | 31               | 45               | 77               |                  |    |                      |                      |                      |                      |                      |
| 1972-1973  | Kenora Muskies                 | MJHL       | 48  | 43               | 68               | 111              | 57               |                  |    |                      |                      |                      |                      |                      |
| 1973-1974  | Greyhounds de Sault Ste. Marie | OHA        | 70  | 45               | 54               | 99               | 137              |                  |    |                      |                      |                      |                      |                      |
| 1974-1975  | Golden Eagles de Salt Lake     | CHL        | 47  | 12               | 29               | 41               | 86               | --               | -- | --                   | --                   | --                   |                      |                      |
| 1974-1975  | Seals de la Californie         | LNH        | 35  | 8                | 13               | 21               | 26               | --               | -- | --                   | --                   | --                   |                      |                      |
| 1975-1976  | Seals de la Californie         | LNH        | 21  | 1                | 1                | 2                | 22               | --               | -- | --                   | --                   | --                   |                      |                      |
| 1975-1976  | Golden Eagles de Salt Lake     | CHL        | 42  | 23               | 16               | 39               | 96               | --               | -- | --                   | --                   | --                   |                      |                      |
| 1976-1977  | Golden Eagles de Salt Lake     | CHL        | 51  | 32               | 30               | 62               | 37               | --               | -- | --                   | --                   | --                   |                      |                      |
| 1976-1977  | Barons de Cleveland            | LNH        | 24  | 2                | 0                | 2                | 16               | --               | -- | --                   | --                   | --                   |                      |                      |
| 1977-1978  | Indians de Springfield         | LAH        | 75  | 42               | 41               | 83               | 100              | 4                | 0  | 1                    | 1                    | 5                    |                      |                      |
| 1977-1978  | Kings de Los Angeles           | LNH        | 3   | 0                | 0                | 0                | 2                | --               | -- | --                   | --                   | --                   |                      |                      |
| 1978-1979  | Indians de Springfield         | LAH        | 39  | 13               | 23               | 36               | 33               | --               | -- | --                   | --                   | --                   |                      |                      |
| 1978-1979  | Kings de Los Angeles           | LNH        | 38  | 21               | 27               | 48               | 16               | 2                | 1  | 0                    | 1                    | 2                    |                      |                      |
| 1979-1980  | Kings de Los Angeles           | LNH        | 64  | 56               | 45               | 101              | 65               | 3                | 2  | 0                    | 2                    | 0                    |                      |                      |
| 1980-1981  | Kings de Los Angeles           | LNH        | 65  | 56               | 49               | 105              | 62               | --               | -- | --                   | --                   | --                   |                      |                      |
| 1981-1982  | Kings de Los Angeles           | LNH        | 50  | 15               | 24               | 39               | 42               | 10               | 4  | 7                    | 11                   | 22                   |                      |                      |
| 1982-1983  | Kings de Los Angeles           | LNH        | 80  | 29               | 51               | 80               | 51               | --               | -- | --                   | --                   | --                   |                      |                      |
| 1983-1984  | Kings de Los Angeles           | LNH        | 79  | 44               | 48               | 92               | 78               | --               | -- | --                   | --                   | --                   |                      |                      |
| 1984-1985  | Kings de Los Angeles           | LNH        | 5   | 1                | 0                | 1                | 4                | --               | -- | --                   | --                   | --                   |                      |                      |
| 1984-1985  | Bruins de Boston               | LNH        | 63  | 33               | 30               | 63               | 35               | 5                | 2  | 2                    | 4                    | 2                    |                      |                      |
| 1985-1986  | Bruins de Boston               | LNH        | 55  | 36               | 24               | 60               | 42               | 3                | 0  | 0                    | 0                    | 4                    |                      |                      |
| 1986-1987  | Bruins de Boston               | LNH        | 80  | 29               | 40               | 69               | 59               | 1                | 0  | 0                    | 0                    | 2                    |                      |                      |
| 1987-1988  | Penguins de Pittsburgh         | LNH        | 50  | 11               | 17               | 28               | 24               | --               | -- | --                   | --                   | --                   |                      |                      |
| 1988-1989  | Frankfurt Lions                | Bundesliga | 36  | 19               | 32               | 51               | 68               | 4                | 1  | 2                    | 3                    | 13                   |                      |                      |
| 1990-1991  | Gulls de San Diego             | LIH        | 43  | 16               | 7                | 23               | 63               | --               | -- | --                   | --                   | --                   |                      |                      |
| 1991-1992  | Gulls de San Diego             | LIH        | 1   | 0                | 0                | 0                | 0                | --               | -- | --                   | --                   | --                   |                      |                      |
| Totaux LNH | Totaux LNH                     | Totaux LNH | 712 | 342              | 369              | 711              | 544              | 24               | 9  | 9                    | 18                   | 32                   |                      |                      |